# Castello di Castiglione delle Stiviere
Il castello di Castiglione delle Stiviere è una struttura militare sorta probabilmente nel IX secolo su un preesistente castrum romano sulla sommità di un colle che sovrasta l'abitato. Fu la residenza dei Gonzaga Signori di Castiglione.

## Storia
Nel 1310 fu assalito dalle truppe di Cangrande della Scala di Verona che combatté contro Brescia. 
Agli inizi del XV secolo passò ai Gonzaga di Mantova e Ludovico II effettuò lavori di consolidamento delle mura. Nel 1491 Ludovico II Gonzaga incaricò l'architetto Giovanni da Padova di erigere una nuova rocca.
Con Ferrante Gonzaga, I marchese di Castiglione, il castello divenne sede della sua corte. Tra queste mura, il 9 marzo 1568, ebbe i natali San Luigi.
Francesco Gonzaga, agli inizi del Seicento, provvide ad un ammodernamento dei suoi appartamenti.
L'edificio subì danni irreparabili nel 1706 durante la battaglia di Castiglione allorché le armate francesi, ritirandosi, abbatterono parzialmente la struttura. L'abbattimento venne completato nel 1763 con l'utilizzo del materiale per la costruzione del Duomo.
Oggi del castello è rimasta intatta la torre di accesso e all'interno del cortile la basilica di San Sebastiano, fatta costruire da Ferrante Gonzaga in segno di ringraziamento per essere scampato alla peste.

## Collegamenti esterni

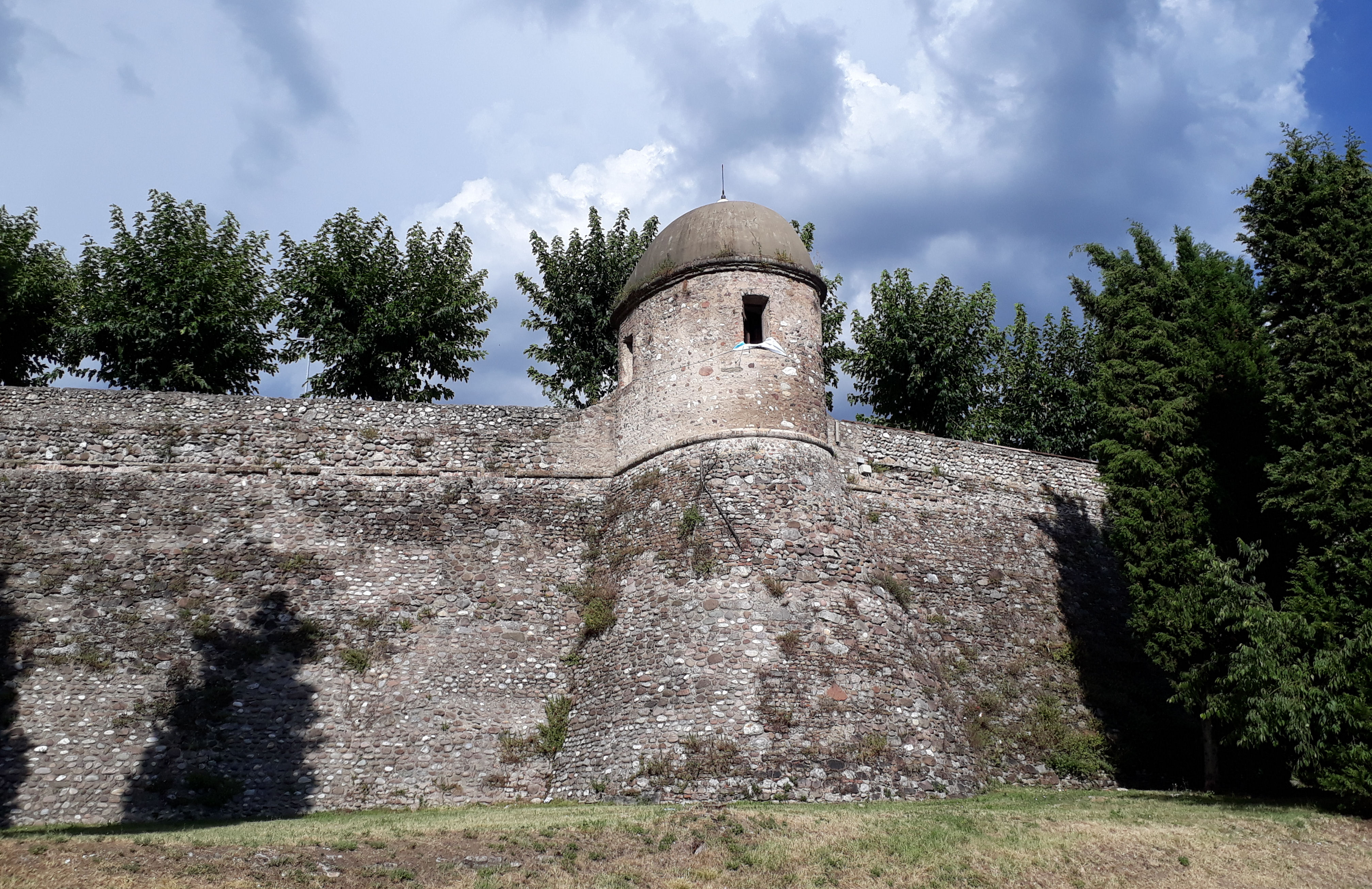
Castiglione delle Stiviere, mura del castello.